# Crematogaster amita
Crematogaster amita är en myrart som beskrevs av Auguste-Henri Forel 1913. Crematogaster amita ingår i släktet Crematogaster och familjen myror.

## Underarter
Arten delas in i följande underarter:
- C. a. amita
- C. a. bushimana
- C. a. caffra
- C. a. makololo
- C. a. matabele